# Кьєлав
Кьєлав, Галав (*'д/н — бл. 280) — цар Кавказької Албанії бл. 250—280 років.

## Життєпис
Походив з династії Фарасманідів. Про батьків замало відомостей. За різними версіями ним був цар Ширі або Арахі. Близько 250 року або трохи пізніше. Багато зробив для зміцнення незалежності свого царства. Разом з тим вправно використовував конфлікти між Римською імперією та Персією.
У 260 році підтримав імператора Валеріана, але після поразки й полону останнього становище Кьєлава погіршилося. У 262 році його було повалено, цар Кавказької Албанії втік на північ, де за допомогою племен лаків продовжував чинити спротив перському завоюванню. Боротьба Кьєлава призвела у 272 році до відновлення незалежності царства. Але боротьба з Персією тривала до самої смерті Кьєлава близько 280 року. Йому спадкував син Порасман.